# Tena Elefteriadu
Tena Elefteriadu, rodným jménem Parthena Elefteriadu (* 16. dubna 1948 Maglić) je česká zpěvačka řeckého původu, polovina pěveckého dua Martha a Tena, které tvoří se svojí sestrou Marthou Elefteriadu.
Pochází z rodiny řeckých emigrantů, jež uprchla z Řecka kvůli občanské válce a usadila se v roce 1950 v někdejším Československu. Jejich matka zemřela v době jejich dětství (Teně bylo tehdy 6,5 roku a Marthě 8 let) a obě dívky vyrůstaly v domově pro řecké děti v Ivančicích. Hudbě se věnuje i její syn, rapper Ektor (vlastním jménem Marko Elefteriadis).

## Spolupráce se sestrou Marthou Elefteriadu
Koncem šedesátých let se obě sestry seznámily s kytaristou Alešem Sigmundem ze skupiny Vulkán, který oběma zpěvačkám pomohl vytvořit pevné autorské a muzikantské zázemí. Jejich první nahrávky pocházejí z roku 1968. V roce 1970 jim vyšla ve vydavatelství Panton jejich první dlouhohrající deska s názvem Dál než slunce vstává. Od té doby obě sestry patří do širší špičky české popmusic. Obě sestry se věnují zejména interpretaci řeckých lidových písní, výuce řeckých tanců a vůbec propagaci řecké kultury v České republice.

## Diskografie

### LP desky
- Dál než slunce vstává – Panton 1970
- Hrej dál – Panton 1972
- Modré království – Panton 1973
- Ať se múzy poperou – Panton 1975
- Řecké prázdniny – Panton 1977
- A desky dál stárnou – Panton 1983

### CD
- Nejkrásnější písně – Multisonic 1992
- Marta a Tena The best of 1969–1982 – Panton 1993
- Děti z Pirea – B.M.G. 1995
- Řecké prázdniny a největší hity – Supraphon 2001
- Řecké slunce – B.M.B. 2001
- Ať se múzy poperou – 24 hitů – Supraphon 2006
- V rytmu řeckého slunce – Popron 2006